# Прайс (Юта)
Прайс (англ. Price) — місто (англ. city) в США, в окрузі Карбон штату Юта. Населення — 8216 осіб (2020).

## Географія
Прайс розташований за координатами 39°36′15″ пн. ш. 110°48′1″ зх. д. / 39.60417° пн. ш. 110.80028° зх. д. (39.604034, -110.800266).  За даними Бюро перепису населення США в 2010 році місто мало площу 13,12 км², уся площа — суходіл.

## Демографія
Згідно з переписом 2010 року, у місті мешкало 8715 осіб у 3227 домогосподарствах у складі 2155 родин. Густота населення становила 664 особи/км².  Було 3510 помешкань (267/км²).
Расовий склад населення:
| - 91,2 % — білих - 1,4 % — корінних американців - 1,0 % — азіатів - 0,6 % — чорних або афроамериканців - 0,1 % — вихідців з тихоокеанських островів - 3,3 % — осіб інших рас |

До двох чи більше рас належало 2,4 %. Частка іспаномовних становила 13,6 % від усіх жителів.
За віковим діапазоном населення розподілялося таким чином: 26,5 % — особи молодші 18 років, 59,8 % — особи у віці 18—64 років, 13,7 % — особи у віці 65 років та старші. Медіана віку мешканця становила 31,8 року. На 100 осіб жіночої статі у місті припадало 94,5 чоловіків;  на 100 жінок у віці від 18 років та старших — 93,9 чоловіків також старших 18 років.
Середній дохід на одне домашнє господарство  становив 51 436 доларів США (медіана — 44 070), а середній дохід на одну сім'ю — 62 896 доларів (медіана — 60 387). Медіана доходів становила 50 190 доларів для чоловіків та 27 025 доларів для жінок. За межею бідності перебувало 19,8 % осіб, у тому числі 22,1 % дітей у віці до 18 років та 5,3 % осіб у віці 65 років та старших.
Цивільне працевлаштоване населення становило 3631 особа. Основні галузі зайнятості: освіта, охорона здоров'я та соціальна допомога — 24,5 %, роздрібна торгівля — 12,9 %, мистецтво, розваги та відпочинок — 9,7 %, науковці, спеціалісти, менеджери — 9,6 %.